# 鹹魚

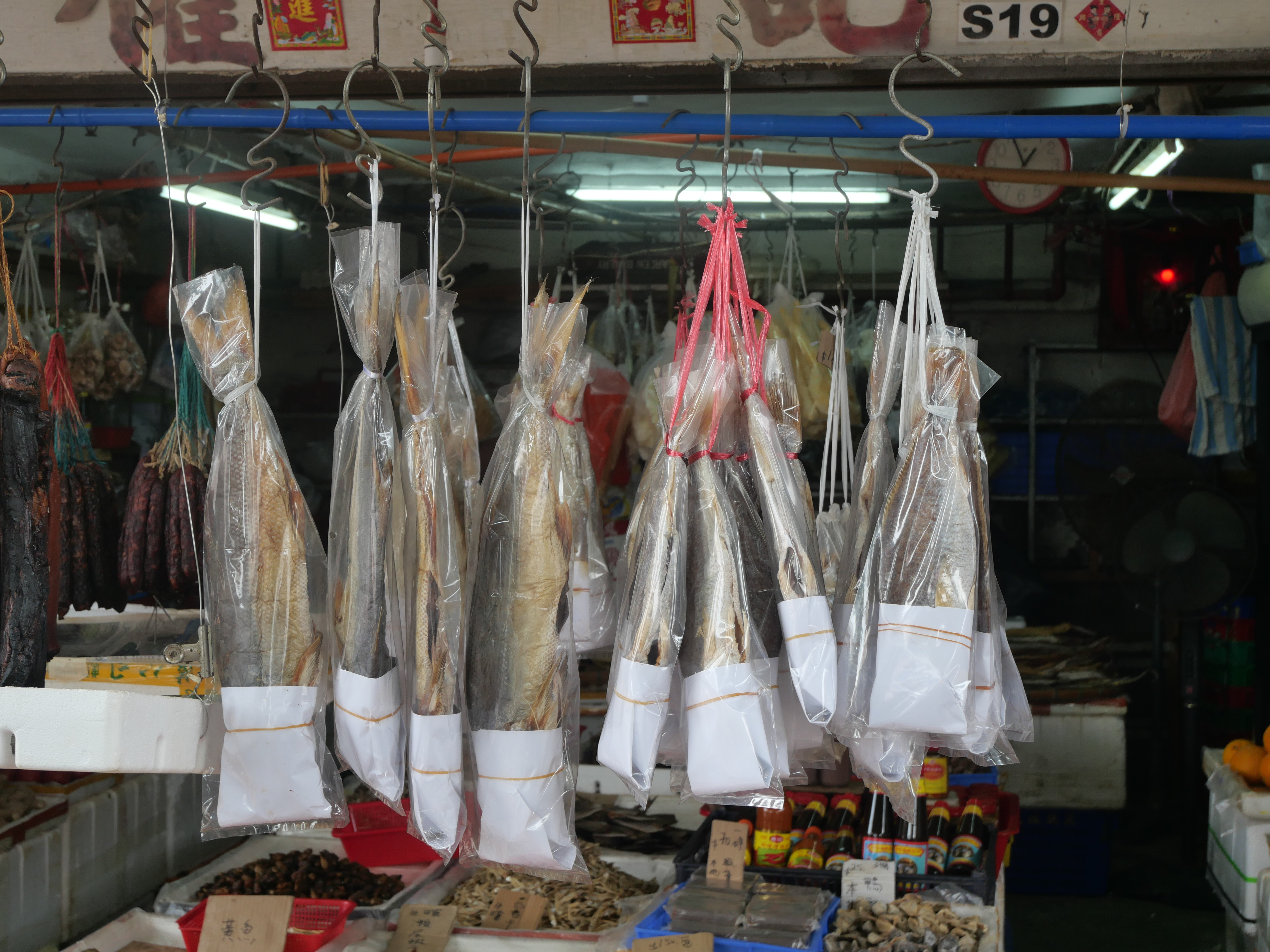
鹹魚

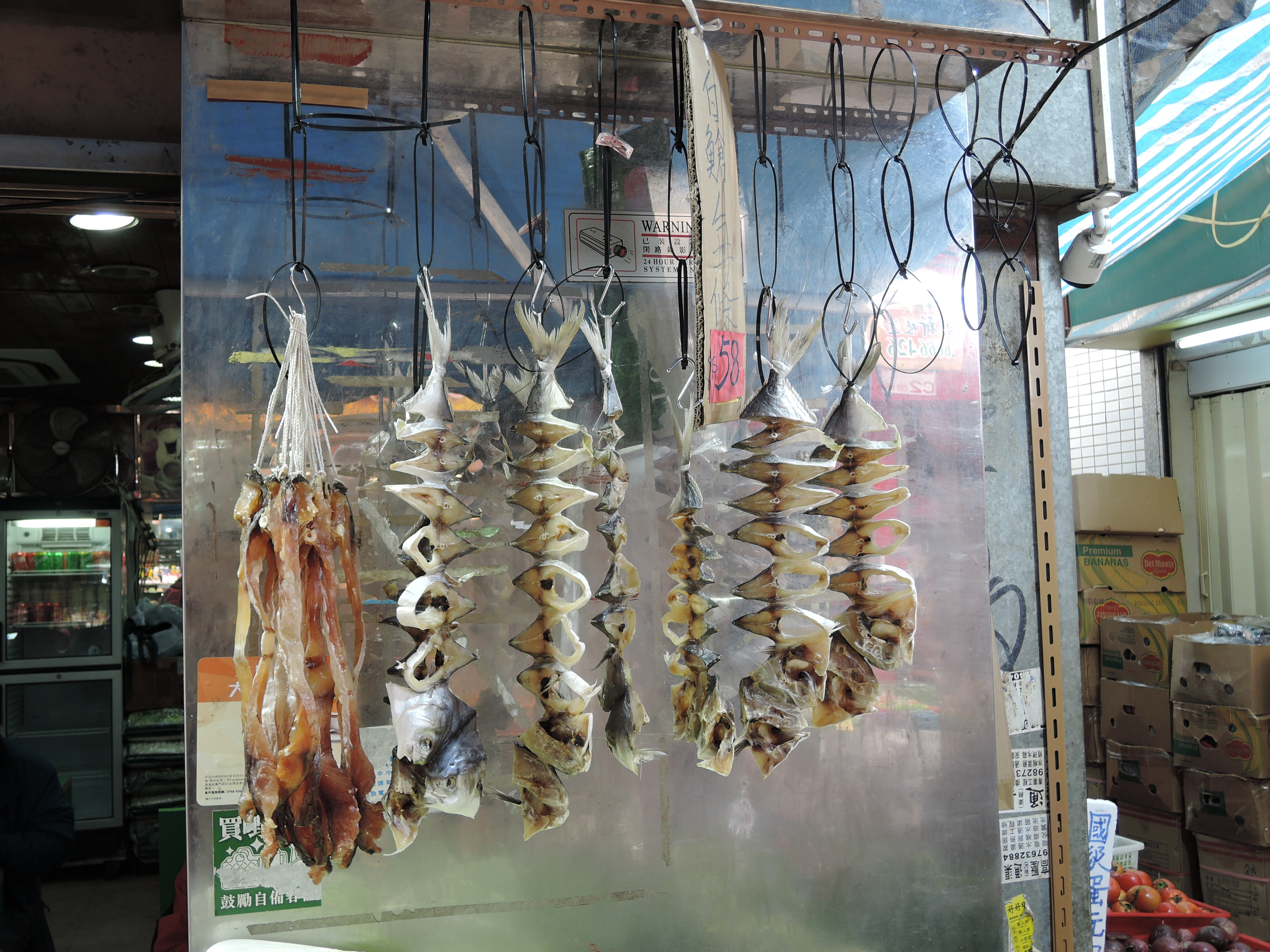
鹹鯧魚

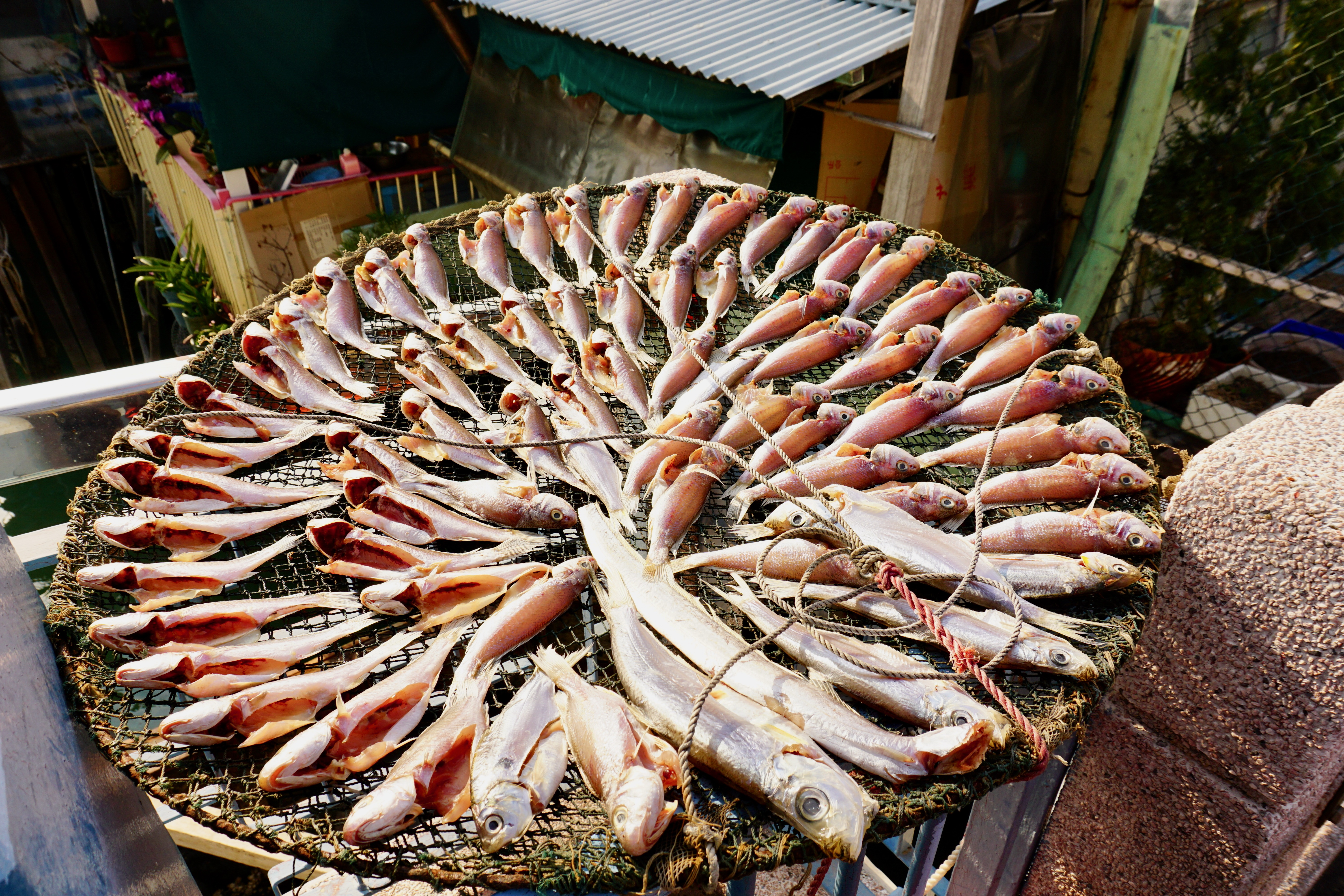
在香港大澳漁民生曬的鹹魚

鹹魚，是用鹽醃漬並曬乾後的魚肉。鹹魚是自古代已出現的魚類醃製食物。因為在二十世紀以前，電冰箱等低溫保鮮技術還未普及，肉類在常溫下容易腐壞，所以漁民便利用鹽，把漁獲醃製成鹹魚，以便長期保存食物。因此世界各地沿海的漁民都有用以此方法保存魚獲。鹹魚種類非常多，有以大條魚醃製的，例如鱈魚，也有用小魚醃製的，例如馬友。

## 在中國古代的說法
- 在中國古代称作魚鲊，最初是指用鹽醃漬肉類的料理方法[1][2]。

## 世界各地的鹹魚

### 亞洲

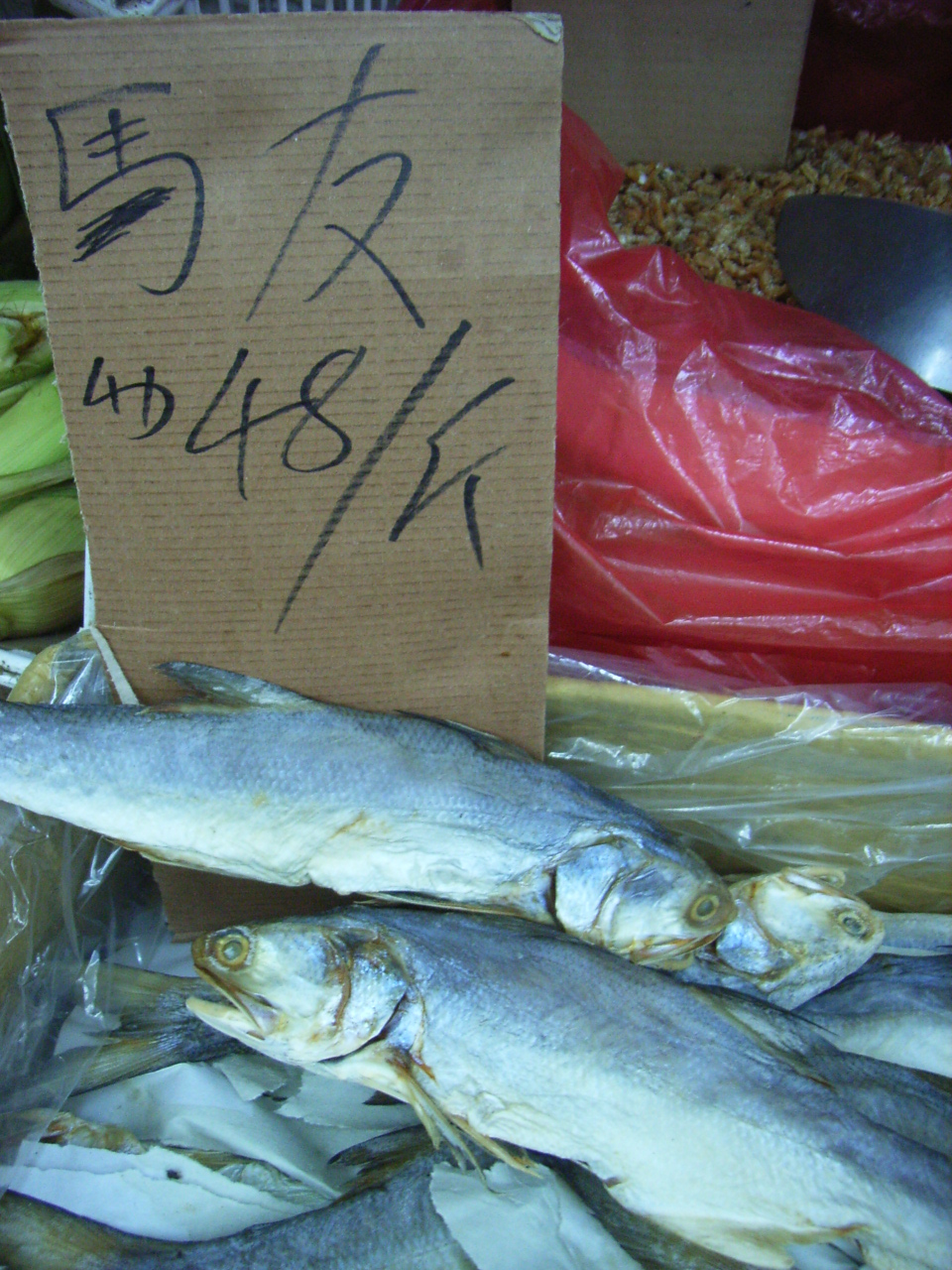
廣東鹹魚中有名的馬友

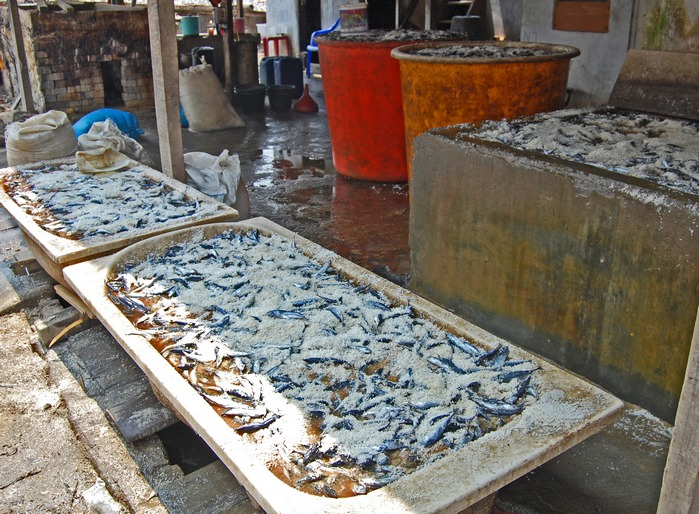
在印尼雅加達醃製中的鹹魚

#### 廣東
廣東鹹魚可分為「霉香鹹魚」和「實肉鹹魚」兩大類，又以馬友著名，是霉香鹹魚的一種，有濃烈而特別的氣味。製作霉香鹹魚不會在清除魚的內臟後立即用鹽醃製，而是讓魚擺放數天發酵後才加鹽醃製，由於鹹魚經過發酵，因而產生獨特的氣味。廣東特色菜餚鹹魚雞粒炒飯便是以此製作。

#### 香港
香港的鹹魚主要使用馬友和鰽白醃製而成，其中以大澳的插鹽鰽白鹹魚最為聞名。插鹽是當地醃製鹹魚的方法，又以垂直插鹽法的效果最佳。用垂直插鹽法醃製鹹魚，鹹魚會被垂直插入鹽堆中，魚頭朝下而魚尾向上。在醃製時鹹魚體內的汁液在地心吸力的作用下，能夠從鹹魚的口部流出，這樣可保持鹹魚的肉質乾爽。

#### 湖南
湖南的咸鱼主要使用草鱼和鳙鱼腌制而成。

### 西式醃魚

#### 英國
在英國，醃魚（Kipper）多由鯡魚，沿背脊從尾部到頭部剖開、去掉內臟、腌製並經過冷熏而做成。

#### 葡萄牙
葡萄牙有一種以鱈魚經鹽醃製而成的鹹魚，稱為馬介休（葡語：Bacalhau），在澳門也很常見，是不少澳葡式美食的主要材料。

#### 瑞典
瑞典的鹹魚主要使用鯡魚製成，其中以瑞典鹽醃鯡魚最為聞名。製作瑞典鹽醃鯡魚時會在魚的表面抹上薄薄的鹽，然後放在桶內醃漬。由於鹽分少，不能完全抑制細菌繁殖。因此在桶內醃漬的鯡魚會繼續腐敗發酵，即使被包裝成罐頭後，發酵仍然會在罐內持續進行，因而產生強烈異味。然而這種異味卻成為瑞典鹽醃鯡魚的特色。

## 文化

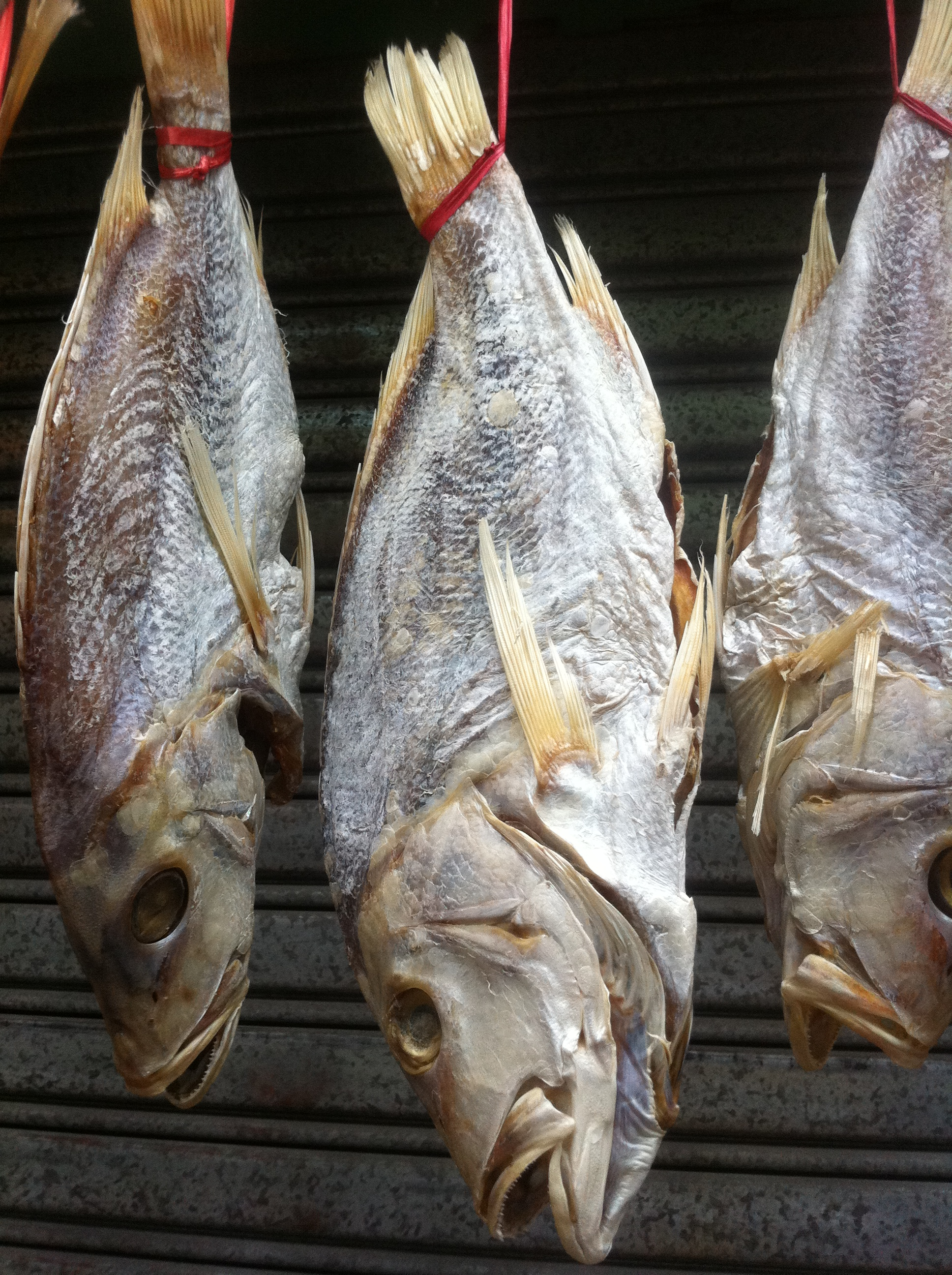
吊掛鹹魚通常魚尾朝上，口部向下

在中國古代，鹹魚稱作「鮑魚」（此非現在作為名貴海產的鮑魚，當時稱"鰒魚"），而根據《說文解字》，鮑魚乃指醃製過的魚並有「鮑魚之肆」此一成語，指鹹魚販賣之處，並用作比喻臭穢、惡劣的環境或小人聚集的地方。
在以前的中國，鹹魚是貧民食用的食物，林子祥的歌曲《分分鐘需要你》一句──「鹹魚白菜也好好味」是貧窮生活的鮮活反映，但是現時部分品質較好的鹹魚售價並不便宜。
廣東俗語有「鹹魚翻生」（现在一般写作“咸鱼翻身”）之說，形容已經被遺忘的明星、歌曲、電影、藝術作品、玩具、旅遊景點等，出奇地又再次成為流行文化。另外，鹹魚也是死屍之別稱。
此外，鹹魚味在臺灣也被稱為腳臭味的俚語，因為兩者都是蛋白質受細菌作用的惡臭。
2017年中国国民党主席选举，候选人分别是洪秀柱、吴敦义、郝龙斌、詹启贤、韩国瑜，被外界从五位候选人的姓名中各取一字，戏称为“咸鱼好无助”，借以讽刺国民党内的各种天分。

## 健康風險
鹹魚是醃製食物，當中含有的亞硝胺，被認為是致癌物質，可引發癌症。有研究指出，長期食用鹹魚，是導致鼻咽癌的主要原因。鼻咽癌又有「廣東癌」之稱，好發於中國東南沿海及台灣等地，特別是廣東地區，一般认为这和廣東鹹魚的食用有密切联系。香港腫瘤外科教授何鴻超曾經進行癌症研究，向老鼠餵食霉香鹹魚後證實鹹魚能誘發鼻咽癌，腫瘤外科醫生亦指鹹魚可刺激上呼吸道及上消化道，容易誘發癌症，雖然每月進食兩三次問題應不大，但仍以避免進食鹹魚為宜，更應避免進食沒有清除內臟就醃製的霉香鹹魚。
鹹魚於2012年首次被世界衛生組織列入「對人類為確定致癌物」的一級致癌物，世衛組織於2017年11月公佈的致癌物名單，特別註明「中國式鹹魚」（Salted fish, Chinese-style）是與香煙、酒精及檳榔並列為一級致癌物。

### 書籍
- 呂烈.  (M). 香港: 三聯書店有限公司. 2005: 81–84 （中文）.